# Pholcus sogdianae
Pholcus sogdianae är en spindelart som beskrevs av Brignoli 1978. Pholcus sogdianae ingår i släktet Pholcus och familjen dallerspindlar. Inga underarter finns listade i Catalogue of Life.